# Камнеголовые мормиры
Камнеголовые мормиры или камнеголовы (лат. Petrocephalus) — род пресноводных лучепёрых рыб из семейства мормировых отряда араванообразных. Распространены в водоёмах тропической Африки.
Длина тела от 5,6 до 20 см. Хвостовой стебель узкий, хвостовой плавник глубоко раздвоен. На языке и парасфеноиде имеются зубы. Спинной и анальный плавники расположены в задней части тела один напротив другого. Имеют крупный мозжечок.
Питаются мелкими беспозвоночными, обитающими в иле. Для ориентирования в пространстве, поисков корма и обнаружения хищников используют собственное электрическое поле, которое генерируется мышцами.

## Классификация
На октябрь 2018 года в род включают 46 видов:
- Petrocephalus ansorgii Boulenger 1903
- Petrocephalus arnegardi Lavoué & Sullivan 2014[3]
- Petrocephalus balayi Sauvage 1883
- Petrocephalus balteatus Rochebrune 1885
- Petrocephalus bane (Lacépède, 1803)typus
- Petrocephalus binotatus Pellegrin 1924
- Petrocephalus boboto Lavoué & Sullivan 2014[3]
- Petrocephalus bovei (Valenciennes 1847)
- Petrocephalus catostoma (Günther 1866)
- Petrocephalus christyi Boulenger 1920
- Petrocephalus congicus L. R. David & Poll 1937
- Petrocephalus cunganus Boulenger 1910
- Petrocephalus degeni Boulenger 1906
- Petrocephalus frieli Lavoué 2012[4]
- Petrocephalus gliroides (Vinciguerra 1897)
- Petrocephalus grandoculis Boulenger 1920
- Petrocephalus haullevillii Boulenger 1912
- Petrocephalus hutereaui (Boulenger 1913)
- Petrocephalus keatingii Boulenger 1901
- Petrocephalus leo Lavoué, 2016[5]
- Petrocephalus levequei Bigorne & Paugy 1990
- Petrocephalus longianalis B. J. Kramer I. R. Bills, P. H. Skelton & Wink 2012[6]
- Petrocephalus longicapitis B. J. Kramer, I. R. Bills, P. H. Skelton & Wink 2012[6]
- Petrocephalus magnitrunci B. J. Kramer, I. R. Bills, P. H. Skelton & Wink 2012[6]
- Petrocephalus magnoculis B. J. Kramer, I. R. Bills, P. H. Skelton & Wink 2012[6]
- Petrocephalus mbossou Lavoué, Sullivan & Arnegard 2010
- Petrocephalus microphthalmus Pellegrin 1908 (smallhead mormyrid)
- Petrocephalus odzalaensis Lavoué, Sullivan & Arnegard 2010
- Petrocephalus okavangensis B. J. Kramer, I. R. Bills, P. H. Skelton & Wink 2012[6]
- Petrocephalus pallidomaculatus Bigorne & Paugy, 1990
- Petrocephalus pellegrini Poll 1941
- Petrocephalus petersi B. J. Kramer, I. R. Bills, P. H. Skelton & Wink 2012[6]
- Petrocephalus pulsivertens Lavoué, Sullivan & Arnegard 2010
- Petrocephalus sauvagii (Boulenger 1887)
- Petrocephalus schoutedeni Poll 1954
- Petrocephalus similis Lavoué 2011[7]
- Petrocephalus simus Sauvage 1879
- Petrocephalus soudanensis Bigorne & Paugy 1990
- Petrocephalus squalostoma (Boulenger 1915)
- Petrocephalus steindachneri Fowler 1958
- Petrocephalus stuhlmanni Boulenger 1909
- Petrocephalus sullivani Lavoué, C. D. Hopkins & Kamdem Toham 2004
- Petrocephalus tanensis Whitehead & Greenwood 1959[6]
- Petrocephalus tenuicauda (Steindachner 1894)
- Petrocephalus valentini Lavoué, Sullivan & Arnegard 2010
- Petrocephalus wesselsi B. J. Kramer & van der Bank 2000
- Petrocephalus zakoni Lavoué, Sullivan & Arnegard 2010